# Valentina Litujeva
Valentina Mihajlovna Bogdanova-Litujeva (rusko Валентина Михайловна Богданова-Литуева), ruska atletinja, * 11. december 1930, Leningrad, Sovjetska zveza, † 24. julij 2008.
Nastopila je na poletnih olimpijskih igrah leta 1952, kjer je dosegla enajsto mesto v skoku v daljino. Na evropskih prvenstvih je osvojila naslov prvakinje leta 1950 in srebrno medaljo leta 1958.